# Jansson
Jansson er en dansk installations- og servicevirksomhed med speciale inden for el-teknik, sikring, IT og kommunikation. Virksomheden blev grundlagt i 1897 i Vejle, og har siden etableret afdelinger rundt  i Danmark. Jansson blev i år 2000 opdelt i tre selskaber med hver sit kompetenceområde (El, Alarm & Kommunikation) under paraplyen Jansson Gruppen A/S.

## Historie
I 1897 flytter maskinisten Carl Magnus Jansson (C.M. Jansson) fra Sverige til Danmark, og starter den 12. juni el-virksomheden C.M. Jansson i Vejle.  Virksomheden drives, efter C.M. Janssons død, videre af sønnen C.F. Jansson. 
I 1953 køber Ingeniør Poul Ørum Meier firmaet af grundlæggerens søn, og drives videre under navnet Jansson. Virksomheden, beskæftiger på daværende tidspunkt, godt en halv snes medarbejdere. Ved generationsskifte i 1983 omdannes Jansson til aktieselskab, med sønnen Axel Ørum Meier samt kompagnonen Peter Jeppesen som ejere. Firmaet beskæftiger på dette tidspunkt 28 medarbejdere med en årsomsætning på 9 mio. kr. 
I år 2000 opdeles Jansson til tre selskaber med hver sin specialisering; Jansson El A/S, Jansson Alarm A/S og Jansson Kommunikation A/S.
Jansson har igennem årene ekspanderet i form af organisk og akkvisitiv vækst, og beskæftiger i dag (juli 2016) godt 220 medarbejdere på tværs af afdelingerne i landet, med en årsomsætning på godt 230 mio. kr.
Janssons afdelinger er placeret i følgende byer: Vejle, Kolding, Horsens, Billund, Esbjerg, Odense og Brøndby.

## Forretningsområder
Jansson El A/S
- Elinstallation
- Industri- & elektronikservice
- Drift & vedligehold
- Bygningsautomatik (CTS)
- Energi

Jansson El er desuden ejer af lampeforretningen Lysmesteren Vejle
Jansson Alarm A/S
- Tyverialarm (AIA)
- Brandalarm (ABA) og Varslingsanlæg
- Adgangskontrol (ADK)
- Videoovervågning (TVO)

Jansson Kommunikation A/S
- IT
- Telefoni
- Unified Communications (UC)
- Netværk

## Værdier og slogan
C.M. Jansson var, før han forlod Sverige, ansat som maskinpasser på sukkerfabrikken Örtofta Sockerfabrik. Ved fratrædelse  i 1895 modtog han et vidnesbyrd fra den daværende direktør, med ordene "Jansson arbejder med flid, dygtighed & god opførsel". Disse dyder og egenskaber har siden grundlæggelsen defineret virksomhedens værdigrundlag, der til stadighed anvendes sammen med sloganet "Samvittighedsfuld siden 1897".